# جو جارنر
جو جارنر (بالإنجليزية: Joe Garner)‏ هو كاتب أمريكي، ولد في 1908 في ماكوم في الولايات المتحدة، وتوفي في 1998.